# Reinhardskirche (Altenhaßlau)

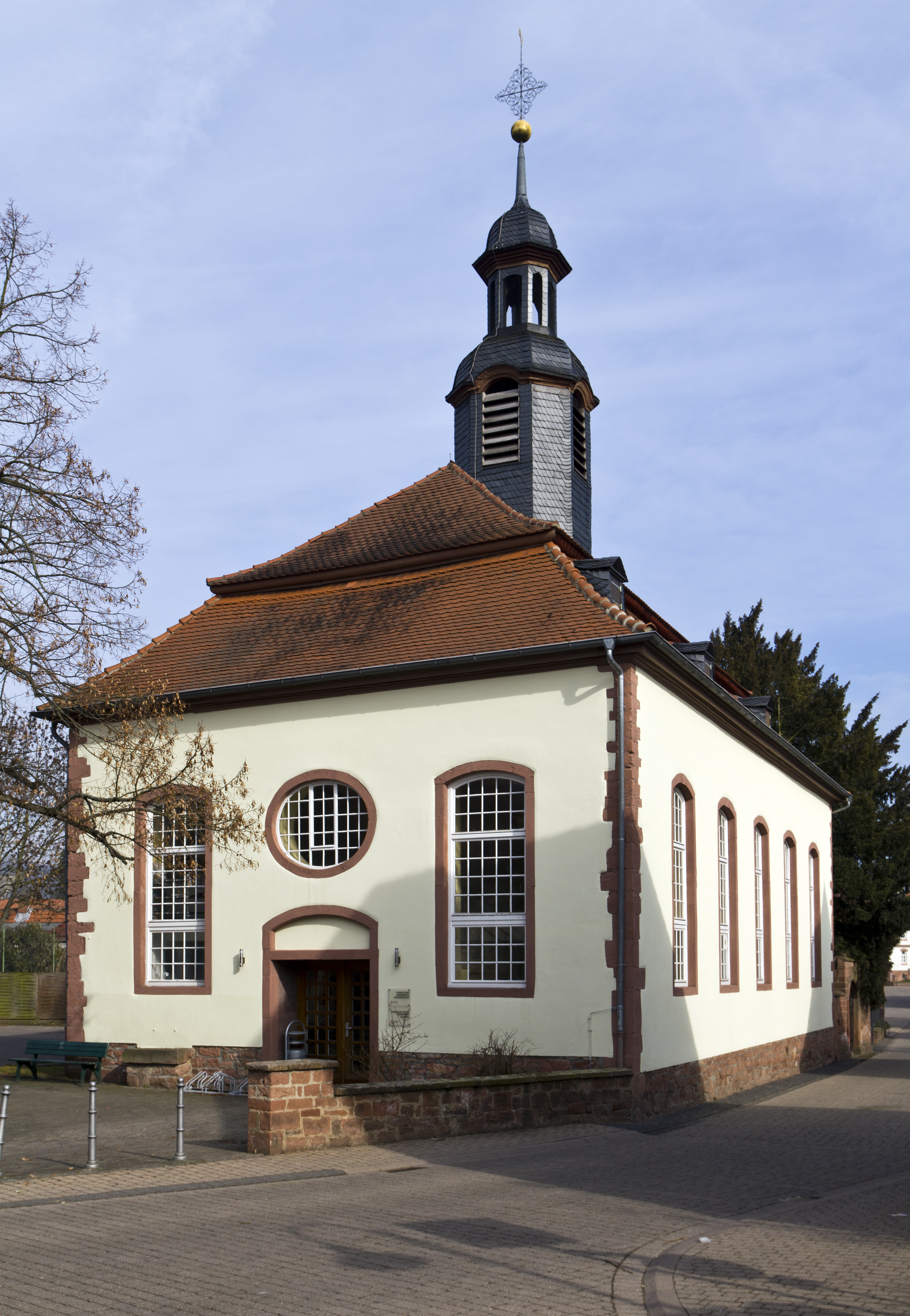
Reinhardskirche

Die ehemalige Reinhardskirche in Altenhaßlau (Linsengericht), heute ein Ortsteil von Linsengericht, war seit 1726 die lutherische Kirche des Ortes.

## Kirchenpolitische Voraussetzungen
Die Grafen der Linie Hanau-Münzenberg waren seit dem Ende des 16. Jahrhunderts reformiert. Gemäß dem Grundsatz des Jus reformandi war deshalb auch die gesamte Grafschaft reformierten Bekenntnisses. Am 12. Januar 1642 starb mit Graf Johann Ernst, der letzte männliche Vertreter der Linie Hanau-Münzenberg. Nächster männlicher Verwandter war der lutherische Graf Friedrich Casimir von Hanau-Lichtenberg. Dieser verfolgte letztendlich eine expansive, pro-lutherische Politik. Schon bald bildeten sich lutherische Gemeinden in der Grafschaft, insbesondere durch lutherisches Hofpersonal und Spitzenbeamte. Auch gab es wohl – trotz calvinistischer Reformation – Reste lutherischer Bevölkerung, die für den Gottesdienst das benachbarte lutherische „Ausland“ aufsuchten, z. B. die Grafschaft Isenburg. Die gräfliche Politik mündete bald auch in den Bau lutherischer Kirchen, was unter dem letzten Grafen der Linie Hanau-Lichtenberg in der Grafschaft Hanau-Münzenberg, Johann Reinhard III. (1712–1736), forciert wurde.

## Bau- und Nutzungsgeschichte
Die Reinhardskirche in Altenhaßlau entstand in den Jahren 1724–26 durch den Umbau eines Jagdzeughauses des Hanauer Grafen. Architekt des Umbaus war Christian Ludwig Hermann. Er nutzte den bestehenden Rechteckbau aus Sandstein und versah ihn mit einem Mansarddach und – statt eines Kirchturms – mit einem zweigeschossigen Dachreiter.
Im Zuge der Hanauer Union von 1818 wurden die calvinistischen und lutherischen Gemeinden in allen Orten der ehemaligen Grafschaft Hanau-Münzenberg zusammengelegt. Um die zuvor nach den Konfessionen benannten Kirchengebäude weiter unterscheiden zu können, wurde die „Lutherische Kirche“ nun „Reinhardskirche“ genannt. Noch bis 1961 diente sie als Gottesdienstraum, dann aber wurde sie zugunsten der Martinskirche aufgegeben. 1962 wurde der Kirchenraum mit einer Zwischendecke horizontal geteilt, um als Jugendzentrum genutzt zu werden. Erhalten blieben Reste der ursprünglichen Stuckdecke von 1725. Heute dient das Gebäude als Gemeindehaus.